# Broken Arrow de Colombie-Britannique
Le Broken Arrow de Colombie-Britannique est l'accident aérien d'un bombardier Convair B-36B survenu peu après minuit, le 14 février 1950. Le Convair B-36B de l'US Air Force, affecté à la 7e escadre de bombardement américaine, à la base aérienne de Carswell au Texas, s'est écrasé dans le nord-ouest de la Colombie-Britannique sur le Mont Kologet après avoir largué une bombe nucléaire Mark 4.
Il s’agit de la première perte d’arme nucléaire de ce type dans l’histoire. Le B-36B était en route depuis la base aérienne d'Eielson, près de Fairbanks, en Alaska, vers la base aérienne de Carswell, à plus de 4500 km au sud-est. La mission à laquelle participait le bombardier comprenait une simulation d'attaque nucléaire sur San Francisco.

## Incident
Le Convair B-36B effectuait donc une mission de combat simulée de frappe nucléaire par l'Union soviétique,. Le B-36 a décollé le 13 février 1950 de la base aérienne d'Eielson avec un équipage régulier de 15 personnes plus un Weaponeer et un Bomb Commander. Le plan du vol de 24 heures était de survoler le Pacifique Nord, à l'ouest de la péninsule de l'Alaska et de la Colombie-Britannique, puis de se diriger vers l'intérieur des terres au-dessus de l'État de Washington et du Montana. Le B-36 monterait à 12 km pour un bombardement simulé vers le sud de la Californie puis vers San Francisco, il continuerait son vol sans escale vers Fort Worth, au Texas. Le plan de vol ne prévoyait aucune pénétration de l’espace aérien canadien. L'avion transportait une bombe atomique Mark 4, contenant une quantité importante d' uranium naturel et 2,3 T d'explosifs conventionnels. La bombe ne contenait pas le noyau de plutonium nécessaire à une détonation nucléaire. Jusqu'en 1951, l'armée américaine n'avait aucun noyau nucléaire en sa possession, car ils étaient toujours entièrement sous la garde de la Commission américaine de l'énergie atomique. Le vol contenait simplement une « capsule factice », récupérée beaucoup plus tard.
Le climat très froid a apporté quelques difficultés mineures avec le 44-92075. Sept heures après le début du vol, trois des six moteurs à pistons ont commencé à prendre feu et ont été arrêtés, et les trois autres se sont avérés incapables de fournir leur pleine puissance. L'enquête ultérieure a mis en cause l'accumulation de glace dans les prises d'air du carburateur.
L'équipage a décidé d'abandonner l'avion car il ne pouvait pas rester en vol avec trois moteurs hors service tout en transportant une lourde charge utile. La bombe atomique a été larguée et a explosé en plein vol, provoquant une grande explosion au-dessus du Passage Intérieur. L'USAF a déclaré plus tard que le faux noyau d'entraînement à bord de l'avion avait été inséré dans l'arme avant qu'elle ne soit larguée.
L'avion était en contact radio régulier avec le quartier général du Strategic Air Command à Offutt AFB, dans le Nebraska.
Quelque temps après le crash, l’Aviation royale canadienne a lancé l’opération Brix pour retrouver les hommes disparus. Malgré le mauvais temps, 12 des 17 hommes ont finalement été retrouvés vivants. L'un des cinq défunts, le porteur de l'arme, aurait été retrouvé quatre ans plus tard (1954) sur le lieu du crash. On pense que les quatre aviateurs restants ont sauté de l'avion plus tôt que les membres d'équipage survivants, et ont atterri dans l'océan et y sont morts d'hypothermie. Les autorités canadiennes n’ont jamais été informées que l’avion transportait une arme nucléaire.

## Événements ultérieurs
Pour rechercher le B-36, des avions ont été retirés de la recherche d' un Douglas C-54 qui avait disparu trois semaines plus tôt. Aucune recherche plus exhaustive n'a été lancée pour retrouver le B-36, car les autorités pensaient qu'il se trouvait au fond du Pacifique. Trois ans plus tard, un vol de la RCAF à la recherche de l'avion disparu de Havilland Dove, a repéré l'épave du B-36. Il a été trouvé sur le flanc du mont Kologet, à environ 80 km à l'est de la frontière de l'Alaska, près des villes de Stewart (Colombie-Britannique), et de Hyder (Alaska), sur la rive est du bassin isolé du Nass.
L'USAF a immédiatement lancé une enquête. Une équipe fut envoyée en septembre 1953, car sa localisation était considéré comme hautement prioritaire, mais elle ne parvint pas à atteindre le site après 19 jours de marche pénible dans les montagnes. La recherche reprit l'année suivante avec un meilleur équipement et, en août 1954, une nouvelle équipe de l'USAF accompagnée d'un guide local atteignit l'épave. Ils ont récupéré des composants importants et ont ensuite utilisé des explosifs pour détruire ce qui était visible au-dessus de la neige.
En 1956, deux géomètres civils ont découvert l'épave par hasard et ont noté son emplacement exact, qui est resté inconnu pendant les 40 années suivantes. En 1997, l'un des géomètres a fourni les coordonnées à deux expéditions distinctes, l'une américaine et l'autre dirigée par le ministère canadien de la Défense nationale, cherchant à effectuer une analyse environnementale du site. Les deux expéditions ont atteint l'épave à peu près au même moment, et leurs membres étaient apparemment les premiers humains à poser le pied dans la zone depuis 1956. La mission dirigée par le Canada n’a détecté aucun niveau de radiation inhabituel. Fin 1998, le gouvernement canadien a déclaré le site protégé.
Fin octobre 2016, un plongeur a signalé avoir découvert quelque chose ressemblant à un segment de la bombe nucléaire Mark IV partiellement désarmée qui, selon le copilote, avait été larguée avant le crash. La Marine royale canadienne a confirmé plus tard que l’objet n’était pas la bombe Mark IV,,.